# Pamphobeteus nigricolor
Pamphobeteus nigricolor é uma espécie de aranha pertencente à família Theraphosidae (tarântulas).